# 아남극
아남극(亞南極, subantarctic)은 남반구 지역의 하나로, 남극 지역의 바로 북쪽에 있다. 위도로 말하면 남위 45°에서 60°이다. 남극 지역 중 인도양과 대서양과 태평양의 남쪽 부분에 섬이 많이 있으며, 남극 수렴 선 북쪽에는 특히 많다. 정의에 따라 다르지만, 남극 빙하는 남극 지역에 있는 섬 위에 있다. 남극 대륙에 위에 있는 빙하는 모두 남극의 빙하이다.

## 지리
아남극 지역은 두 개의 지리적 지역으로 세 가지 다른 전선으로 되어 있다. 아남극 지역의 북쪽 경계는 약간 우유부단한 아열대 전선 (또는 아열대 수렴 선이라고도 한다)이다. 아열대 전선의 남쪽은 지리적 지역으로 말하는 아한대이다. 아한대의 남쪽은 아남극 전선에서 아남극 전선의 남쪽은 극 전선 지대로 불린다. 그리고 남반구의 아한대 및 극 전선 지대를 함께 아남극 지역이라 한다. 그 경계는 한대 전선의 약 200km 남쪽에 있다..
아남극 전선은 인도양과 태평양에서는 남위 48 °와 58 ° 사이에 대서양에서 남위 42 °와 48 ° 사이에 있다. 아남극 전선 또는 남극 환류의 북쪽 경계이다. 남극 환류는 남극 해에서 가장 중요한 해류이고 지구를 완벽하게 돌 수 있는 유일한 해류이기도 하다. 대서양과 인도양과 태평양 남부를 동쪽으로 흐르는 남극 환류는 세가지 다른 해저 분지를 연결한다. 해수면에서 심해 2000-4000 미터까지 퍼지고 폭이 최대 2000 km이며, 세계의 해류에서 가장 많은 바다를 움직이고 있다.

## 같이 보기
- 남극
- 지리